# Laurie Langenbach
Laurina Celesta (Laurie) Langenbach (Den Haag, 10 maart 1947 – aldaar, 25 oktober 1984) was een Nederlands schrijfster en publiciste. Ze had ook een carrière als zangeres in groepen als Ahora Mazda en was in 1969 medeoprichtster van de feministische beweging Woman Power.

## Biografie
Langenbach groeide op op Borneo en in Tripoli als dochter van een geograaf bij Shell. In 1961 keerde het gezin terug naar Den Haag. Na haar eindexamen verhuisde Langenbach naar Amsterdam, waar ze in de redactie kwam van het alternatieve jongerenblad Hitweek. Ze schreef ook voor de opvolger daarvan, Aloha. Door haar contacten met popmuzikanten ging ze ook zelf liedjes schrijven. De Delftse popgroep After Tea nam in 1968 haar nummer Don't Waste Your Love on Me op. Ze zong enige tijd in de Amsterdamse progressieve-rockband Ahora Mazda. Met deze band maakte ze in 1970 een plaat met dezelfde naam. Later zong ze bij de House Band, die verbonden was aan een radioprogramma van de VPRO.
Gedurende 1967/68 was Langenbach ook lid van de dansgroep Kunst Baart Kracht. Ze danste in diverse afleveringen van Hoepla, zoals tijdens een liveoptreden van Dragonfly.
Samen met Dini Damave richtte Langenbach in 1969 de feministische werkgroep Woman Power op. Woman Power werd al snel overvleugeld door het door linkse studenten en studentes opgerichte 'Dolle Mina', dat veel meer succes oogstte.
In 1972 had Langenbach een kortstondige verhouding met de Griekse muzikant Vangelis, met wie ze in Parijs woonde en met wie ze een aantal liedjes schreef en opnam. Die verschenen nooit op plaat.

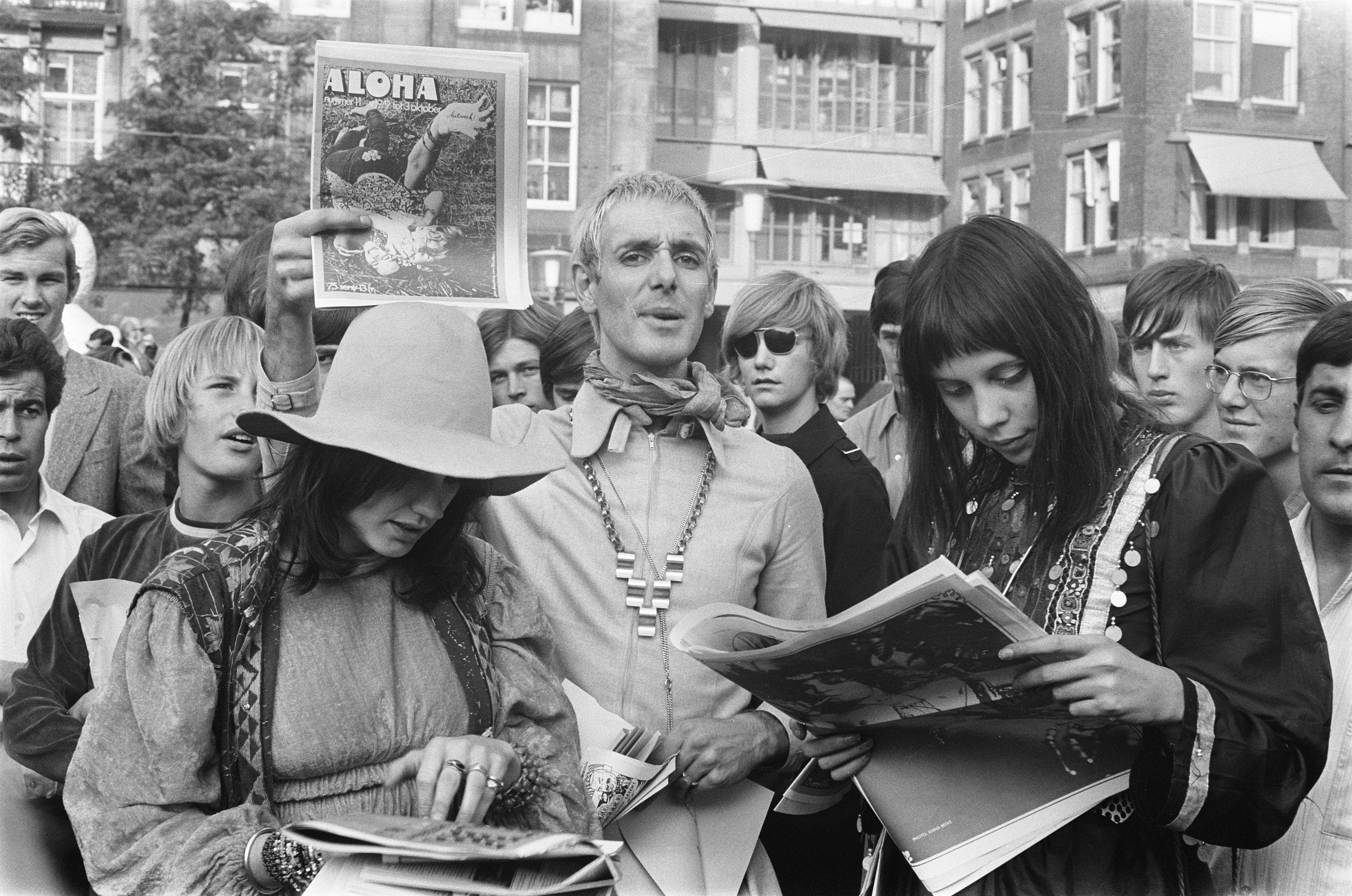
Langenbach (rechts) bij de presentatie van Aloha (1969)

Langenbach begon haar schrijverscarrière als een van de eerste medewerkers van het tijdschrift Hitweek. Willem de Ridder en Peter J. Muller 'ontdekten' haar op een landelijke fanclubdag in Utrecht. Tot dan toe schreef zij stukjes in het fanclubblad van ZZ en de Maskers. Muller vond haar 'mysterieus mooi' en biechtte haar zijn liefde op. Toen bleek echter dat Langenbach al heel lang verliefd was op Jan de Hont, de sologitarist van ZZ en de Maskers. Met hem werd het niets, maar wel met Armand, met wie Langenbach kortstondig verkering had.
Haar debuutroman Geheime liefde maakt duidelijk hoe obsessief zij in de liefde kon zijn. Haar jarenlange onbeantwoorde 'geheime liefde' betrof dit keer de schaker Jan Timman. Het werk deed nogal wat stof opwaaien, omdat het te persoonlijk en te weinig literair zou zijn. Toch beleefde het boek een aantal herdrukken. Haar werk wordt wel omschreven als sensueel, zintuiglijk en subjectief. Een van de weinige collega's die haar openlijk steunde, was schrijver Heere Heeresma. Hij vond het proza van Langenbach authentiek en zag in haar de Nederlandse Virginia Woolf.
Langenbach was vanaf 1978 de partner van rockzanger Wally Tax en stond sterk onder invloed van de omstreden macrobioot Adelbert Nelissen. In 1982 manifesteerden zich de eerste tekenen van baarmoederhalskanker, maar ze geloofde niet in westerse geneeskunst en zocht haar heil bij alternatieve genezers. In 1984 reisde ze met Tax naar het macrobiotische centrum van Masahiro Oki in Japan. Bij de behandeling ging het om een combinatie van strenge voedingsregels en fysieke oefeningen, die samen tot genezing zouden moeten leiden. Ze leenden twintigduizend gulden om de reis en behandeling te kunnen betalen. Toen genezing uitbleef, reisde Langenbach terug naar Nederland, waar ze enkele weken later overleed.